# Geringde zeenaald
De geringde zeenaald (Doryrhamphus multiannulatus) is een straalvinnige vissensoort uit de familie van zeenaalden en zeepaardjes (Syngnathidae). De wetenschappelijke naam van de soort is voor het eerst geldig gepubliceerd in 1903 door Regan.